# سحار (شرس)

تعديل مصدري - تعديل

سحار هي إحدى قرى عزلة شرس الاعلى بمديرية شرس التابعة لمحافظة حجة، بلغ تعداد سكانها 101 نسمة حسب تعداد اليمن لعام 2004.